# Bicicletă cargo

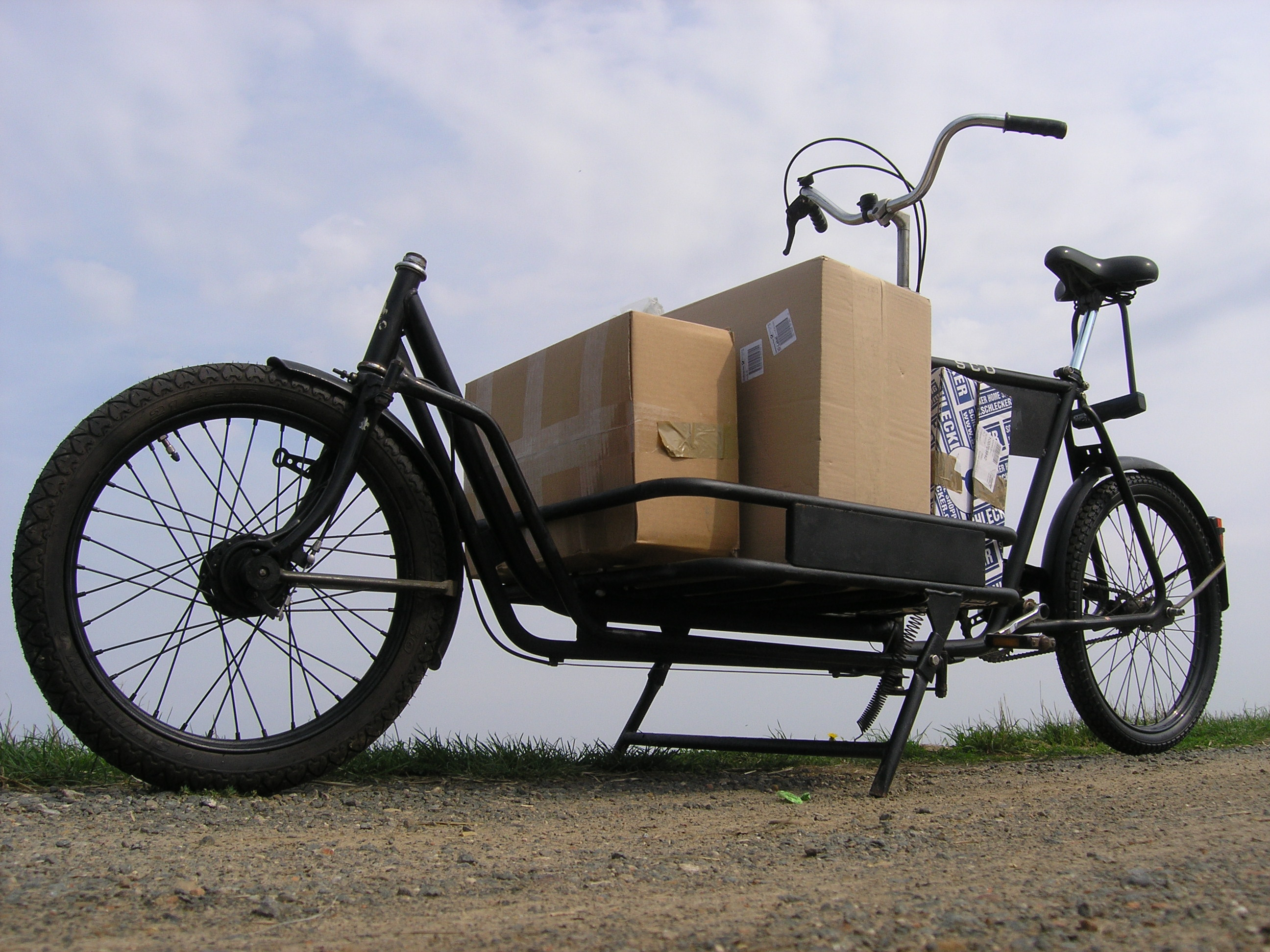
O bicicletă cargo (Danemarca)

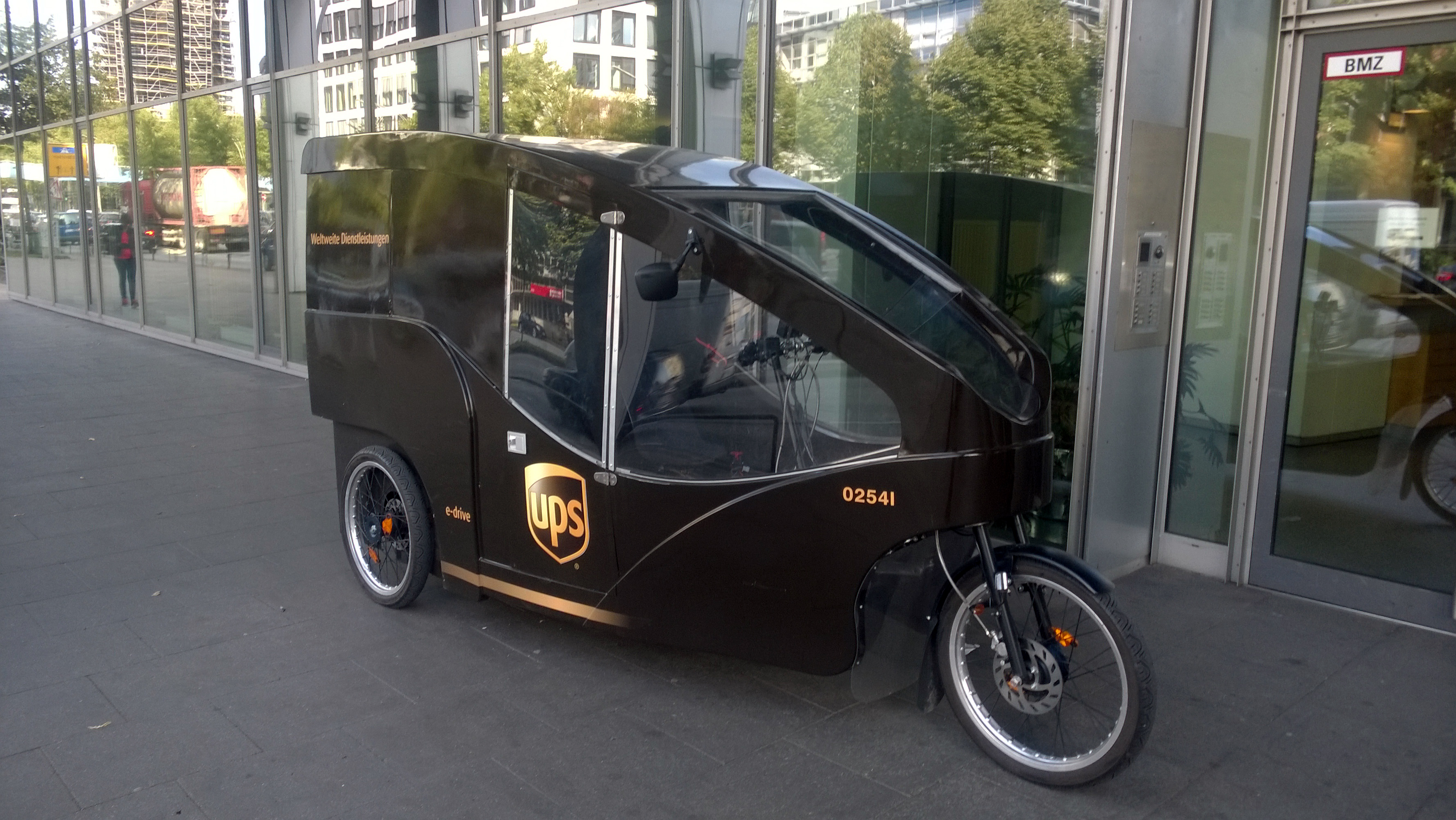
O bicicletă cargo de la UPS (Germania)

Bicicleta cargo este un  tip de bicicletă care permite transportul unor încărcături.